# Gene Shue
Pour les articles homonymes, voir Shue.
Eugene William Shue, dit Gene Shue, né le 18 décembre 1931 à Baltimore, Maryland et mort le 3 avril 2022 à Marina Del Rey en Californie,, est un joueur professionnel et entraîneur américain de basket-ball.

## Biographie
Shue passa dix ans comme joueur et 22 années en tant qu'entraîneur en National Basketball Association. Shue fut élu à cinq reprises consécutives au NBA All-Star Game (1958-62) et fut nommé dans la All-NBA First Team une fois en 1960. En tant qu'entraîneur, il mena les 76ers de Philadelphie aux finales NBA en 1977, mais échoua face aux Trail Blazers de Portland. Il fut nommé NBA Coach of the Year en 1982 lors de son passage aux Bullets de Washington.